# 강지혁 (음악인)
강지혁(姜知赫 JI HYUK KANG 2012년 2월 16일 ~ )은 대한민국의 가수, 래퍼, 작곡가다
2022년 3월 초등학교 4학년 11살에 잼민이의 하루라는 곡으로 데뷔하였다.
음악 뮤지션으로, 대중음악을 부르고 작사와 작곡에도 참여하고 있다.
힙합이 주요 장르이며, 자작곡도 음원으로 발매하고 있다.
2022.03.06 잼민이의 하루 발매
2022.05.20 동화책 발매
2022.06.18 급식왕 발매
2022.07.03 재미없어(Not funny) 발매
2022.08.12 볼빵빵 사춘기 발매
2022.08.29 잼민이의 스트레스 발매
2022.10.28 위로 발매
2022.11.30 내 꿈은 말이지 발매
2023.03.04 DANCE 발매
2023.04.14 달라발매
2023.05.20 Look at me 발매
2023.06.23 Follow me 발매
2023.12.17 My Goal is , 내 첫사랑 이야기 발매
2024.01.20 야호팝핀 
2024.03.03 HELLO POPPIN 
2023년 7월 21일  '싱어송라이터 오디션 - 음악의 탄생' 1차 예심을 거쳐 서울인천 2차 예선에 참가했다.
싱어송라이터들에게 공정성을 제1의 가치로 두며 공정성과 아티스트의 음악성에 무게를 둔 기존의 오디션 프로그램과는 차별된 방식의 오디션으로  유튜브 채널 '안다TV'를 통해 공개했다.유튜브
2022.12 ~ 2023. 현재 월드비전 교실에서 찾은 희망 시즌2 '우리 이제 핑미업' 사이버폭력 근절을 위한 캠페인송 작사, 작곡, 편곡 및 보컬등 유튜브

2023. 3 KBS 노래가 좋아 에서 싸이의 낙원을 라이브로 불렀다.
2023.11. 2023 강북구 청소년문화축제 '강추' 폼 미친 UCC 자유 영상 공모전에 강지혁과 친구들(강지혁,오윤아,고도환,조은빈,조수아) '어린이날 마로니에에서'가 최우수상으로 선정되었다. 음악부문에서 포토상을 수상하였다.유튜브
2022.12. 2022 대한민국아역연예대상 가수 부문 신인상
2022. 9. 55초 영화제 강지혁과 같이놀자팀 '어린이는 누구나 친구다'로 동상수상 (서울시 교육청 주관) 예몽TV

## 같이 보기
- 제목에 "강지혁" 항목을 포함한 모든 문서